# Newtonia amphichroa
La newtonia oscura (Newtonia amphichroa) es una especie de ave paseriforme de la familia Vangidae endémica de Madagascar.

## Descripción
Mide alrededor de 12 cm de longitud. Tiene el plumaje de las partes superiores de color pardo grisáceo y las inferiores blanquecinas anteadas. Su pico es negro y puntiagudo, y el iris de sus ojos es amarillo. 
Se distingue de la newtonia común porque el plumaje de las partes superiores es de tonos más pardos que grisáceos, sus ojos son más oscuros, y su pico y patas son ligeramente más largos.

## Distribución y hábitat
Se encuentra en el nivel bajo de las selvas húmedas del este de Madagascar.